# 977년

## 연호
- 북송(北宋) 태평흥국(太平興國) 2년
- 요(遼) 보녕(保寧) 9년
- 일본(日本) 조겐(貞元) 2년
- 북한(北漢) 광운(廣運) 4년
- 딘 왕조(丁朝) 타이빈(太平) 8년

## 기년
- 북송(北宋) 태종(太宗) 2년
- 요(遼) 경종(景宗) 9년
- 고려(高麗) 경종(景宗) 2년
- 딘 왕조(丁朝) 선제(先帝) 10년